# Rütergat

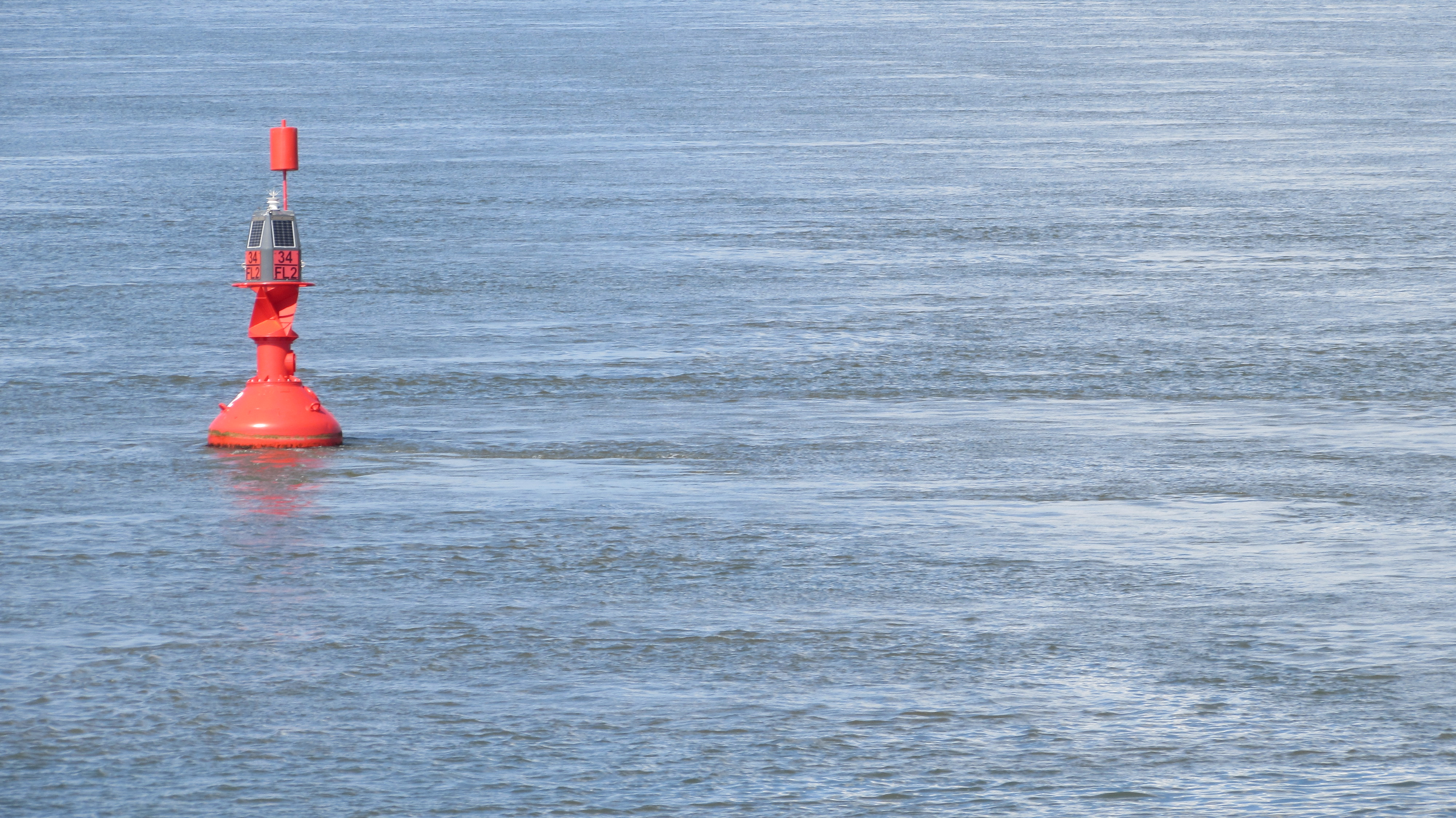
Tonne 34 im Rütergat

Das Rütergat (früher auch Ruyter Tiefe, dänisch: Rytterdybet, nordfriesisch: Rütjergat) ist ein Wattstrom im Wattenmeer der Nordsee. Das Fahrwasser verläuft südöstlich der Insel Amrum und weist eine starke Strömung auf. Der ferngesteuerte Leuchtturm Nieblum besitzt die Funktion eines Sektorenleitfeuers und dient der Navigation in der Ansteuerung des Rütergat zwischen der offenen Nordsee und den Inseln Amrum und Föhr.